# Соне, Элана
Эла́на Со́не (; род. 27 декабря 1981) — израильская кёрлингистка.
В составе женской сборной Израиля участник чемпионата Европы 2025. В составе смешанной сборной Израиля участник чемпионатов мира (лучший результат — девятое место в 2017). В составе смешанной парной сборной Израиля участник чемпионата мира 2018 (заняли тридцать седьмое место).
В «классическом» кёрлинге (команда из четырёх человек одного пола) в основном играет на позиции четвёртого, скип команды.

## Команды
| Сезон                                               | Четвёртый           | Третий         | Второй          | Первый       | Запасной              | Турниры              |
| --------------------------------------------------- | ------------------- | -------------- | --------------- | ------------ | --------------------- | -------------------- |
| 2024—25                                             | Элана Соне          | Andrea Stark   | Ada Neznamov    | Helen Pokras | Elena Solodkaya       | ЧЕ 2025 (див. C)     |
| Кёрлинг среди смешанных команд (mixed curling)      |                     |                |                 |              |                       |                      |
| 2015—16                                             | Jeffrey Yaakov Lutz | Элана Соне     | Lawrence Sidney | Andrea Stark |                       | ЧМСК 2015 (33 место) |
| 2017—18                                             | Adam Freilich       | Элана Соне     | Леонид Ривкинд  | Andrea Stark | тренер: Sharon Cohen  | ЧМСК 2017 (9 место)  |
| 2023—24                                             | Alex Pokras         | Элана Соне     | Aaron Horowitz  | Helen Pokras | тренер: Mark Morrison | ЧМСК 2023 (27 место) |
| Кёрлинг среди смешанных пар (mixed doubles curling) |                     |                |                 |              |                       |                      |
| 2017—18                                             | Элана Соне          | Леонид Ривкинд |                 |              | тренер: Simon Pack    | ЧМСП 2018 (37 место) |

(скипы выделены полужирным шрифтом)